# Like House (3. řada)
Třetí řada reality show Like House byla vysílána od 7. března 2022 do 27. května 2022 v premiéře na kanále Prima Show s reprízami ve všední dny  na Primě (v noci) a Primě Cool (ráno). Pořad plně navazoval svým formátem i lokací (Like House vila) na formát, který byl částečně obměněn v 2. řadě. Hvězdným „hostem“ této řady byla na první tři týdny česká kontroverzní influcencerka Dominika Myslivcová, která byla nahrazena bývalou pornoherečkou a influencerkou Silvií Dellai. V průběhu vysílání došlo k okamžitému vyřazení Davida Nguyena, který byl dle názoru produkce nevýrazný a pro diváky nezajímavý. Po vyřazení byla sestava na posledních 5 týdnů doplněna speciálním hostem, který byl tiktoker a influencer David Dvořák. Pořad byl rozdělen do dvou částí, které tvořila hlavní část, na kterou následně navazoval formát s dovětkem „Night Show“, který se vysílal vždy po 22. hodině a není cenzurován. Součástí Night Show byly pikantnější výzvy a otevřenější dialogy bez cenzury, přesto se nejednalo o formát pro dospělé a byl koncipován dostupností pro osoby starší 15 let. Vítězkou třetí řady Like House se stala Simona Tvardek.
Reality show byla soutěžní. Výherce získal finanční odměnu ve výši 500 000 Kč.

## Účinkující
- Hana Gelnarová (@hanka_gelnarova)
- Sebastian Lyang (@sebastian_lyang)
- Vojtěch Medlen (@medlenvojta)
- Lyubov Tupiková (@lyubov103)
- Lukáš Tůma (@_luktuma__)
- Simona Tvardek (@yngsiimonii)
- Silvia Dellai (@silviadellai.official) – od 16. dílu
- Dominika Myslivcová (@dominikamyslivcova) – do 15. dílu (plánovaný host pouze na tři týdny)
- David Nguyen (@dyguen_) – do 37. dílu (byl vyřazen pro nevýraznost)
- David Dvořák  (@davidvorak) – od 37. dílu (speciální host, doplnění sestavy po vyřazení Davida Nguyena)

## Hodnocení

### Celkové hodnocení
| Soutěžící | Celkové hodnocení | Celkové hodnocení | Celkové hodnocení | Celkové hodnocení | Celkové hodnocení | Celkové hodnocení | Celkové hodnocení | Celkové hodnocení     | Výsledky: |
| Soutěžící | 1. + 2. týden     | 3. týden          | 4. + 5. týden     | 6. týden          | 7. týden          | 8. týden          | 9. týden          | 10. + 11. + 12. týden | Výsledky: |
| --------- | ----------------- | ----------------- | ----------------- | ----------------- | ----------------- | ----------------- | ----------------- | --------------------- | --------- |
| Simona    | -5                | 29                | 113               | 157               | 220               | 271               | 316               | 574                   | VÍTĚZKA   |
| Lukáš     | 62                | 89                | 164               | 179               | 190               | 207               | 224               | 373                   | 2.        |
| Hanka     | 43                | 69                | 141               | 175               | 203               | 227               | 252               | 312                   | 3.        |
| Lyuba     | 25                | 64                | 132               | 167               | 197               | 234               | 256               | 307                   | 4.        |
| Sebastian | 53                | 78                | 100               | 125               | 148               | 163               | 186               | 241                   | 5.        |
| David D.  | N/A               | N/A               | N/A               | N/A               | N/A               | 159               | 187               | 212                   | 6         |
| Silvia    | N/A               | 74                | 91                | 96                | 105               | 118               | 138               | 203                   | 7.        |
| Vojta     | 16                | 29                | 49                | 84                | 101               | 121               | 136               | 178                   | 8.        |
| David N.  | 51                | 68                | 105               | 117               | 136               | N/A               | N/A               | N/A                   | 9.        |
| Dominika  | 55                | N/A               | N/A               | N/A               | N/A               | N/A               | N/A               | N/A                   | 10.       |

### Způsob bodování soutěžících
Soutěžící byly v průběhu celé řady bodování, resp. lajkováni, a soutěžící s nejvyšším počtem bodů na konci řady získal finanční odměnu. Bodování soutěžících bylo rozděleno do tří kategorií: divácké hlasování, hlasování ostatních soutěžících a body za výzvy (aktivitu v rámci denního programu účastníků). Diváci mohli každý den udělit prostřednictvím svého iPrima.cz uživatelského účtu 2 kladné body (lajky) a jeden záporný bod (dislajk). Tyto kladné a záporné body vytvořili na konci týdne součet a mezi jednotlivé soutěžící se v procentuálním poměru získaných diváckých hlasů rozdělilo 100 bodů. Poslední týden mělo hlasování dvojnásobnou hodnotu. 
Všichni soutěžící (stejně jako diváci) každý den udělovali 2 kladné body, avšak na rozdíl od diváků museli oba body dát stejnému člověku. Dále udělili také jeden záporný. Během dne mohli soutěžící získávat body v rámci jednotlivých her a výzev. Stejným způsobem mohli za přestupky své body ztrácet. Body jsou odebírány např. za pozdní příchody, nesplnění zadání, porušování pravidel vily či porušování smlouvy. Některé z bodů byly přidělovány prostřednictvím kladného mentora, kterým byl Adam Kajumi. Negativním mentorem byl vítěz 2. řady Tadeáš Kuběnka, který body naopak ubíral.
Televize Prima aktivně zakročovala proti ovlivňování výsledků diváckého hlasování, které šlo provádět pouze prostřednictvím autorizovaného účtu uživatele v rámci skupiny FTV Prima.

## Hvězdní hosté
Příchozí hosté jsou zmíněni u prvních dílů, ve kterých se objevili:
- 2. díl – Sebastian Šikl (účastník 2. řady, druhé místo)
- 3. díl – Tadeáš Kuběnka (vítěz 2. řady) a Adam Kajumi (účastník 1. řady)
- 9. díl (Denní i Noční show) – Tadeáš Kuběnka
- 10. díl – Adam Kajumi
- 11. díl (Noční show) – Eliška Soukupová
- 14. díl (Noční show) – Renato Salermo
- 18. díl - Honzi Michálek a Dominique Alagia
- 22. díl (Denní i Noční show) – Samuel Samake
- 24. díl (Denní i Noční show) – Freescoot a Ema Lacová
- 38. díl – Vlastík Plamínek
- 39. díl (Denní i Noční show) – Jan Bendig , Sebastian Šikl a Anna Šulcová – porota talentové show
- 50. díl – Erika Eliášová, Petra Plemlová – porotkyně byznys projektů
- 52. díl (Noční show) – Krystal Shine,Sebastian Šikl a Samuel Samake
- 54. díl (Noční show) – Freescoot, Krystal Shine, Samuel Samake, Tomáš Tomi Běhounek, Honzi Michálek, a další – oslava Lukášových 19. narozenin

Poslední týden byl daleko větší počet hostů přičemž se většina z nich objevovala ve více dílech v rámci týdne. 
- 58. díl (Noční show) – Freescoot, Tadeáš, Tomi, Samuel Samake, Sebastian Šikl, Anna Šulcová, Jan Michálek, a další (Párty Žluté Lázně Praha)

- 59. díl (Noční show) – Líza Braunová, Samuel Samake a další – charitativní stream (19. 5. na YouTube kanálu FTV Prima, vybráno 36 000 Kč)
- 60. díl – Adam Kajumi (přes video chat) a Tadeáš Kuběnka (vyhlášení vítězky)

## Tematické týdny
| Týden                   | Téma                        | Týdenní zadání                                                                     | Výherce týdenního zadání                  |
| ----------------------- | --------------------------- | ---------------------------------------------------------------------------------- | ----------------------------------------- |
| 1. Týden (1.–5. díl)    | Influverzita                | Video na vylosovaného účastníka a zdůvodnit, proč by neměl v Like House pokračovat | Lyuba Tupiková                            |
| 2. Týden (6.–10. díl)   | Strach                      | Video na vybranou fóbii (z kamer, ze Simony, ... )                                 |                                           |
| 3. Týden (11.–15. díl)  | Móda a krása                |                                                                                    |                                           |
| 4. Týden (16.–20. díl)  | Rodina                      | Video: Časosběr rodinného stárání se o vajíčko                                     |                                           |
| 5. Týden (21.–25. díl)  | Cestování                   | Video: Představení mého rodného města k nalákání turistů                           |                                           |
| 6. Týden (26.–30. díl)  | Hollywood                   | Video: Vytvořit umělou hádku s libovolnou celebritou nebo influencerem             | Vojta (Ze svých 15 bodů dal 7 bodů Hance) |
| 7. Týden (31.–35. díl)  | Budoucnost                  | Video: Like House v roce 2222                                                      | Hana Gelnarová                            |
| 8. Týden (36.–40. díl)  | Televize                    | Video: Nový pořad na TV obrazovku                                                  | David Dvořák                              |
| 9. Týden (41.–45. díl)  | Středověk                   | Celotýdenní hraní rolí, Video:                                                     | David Dvořák                              |
| 10. Týden (46.–50. díl) | Byznys                      |                                                                                    | Sebastian Lyang                           |
| 11. Týden (51.–55. díl) | (e)Sport                    | Video: Like House jako videohra                                                    | David Dvořák                              |
| 12. Týden (56.–60. díl) | Léto / Párty / Velké finále |                                                                                    | Lukáš Tůma                                |